# Western Suburbs SC
Western Suburbs SC – australijski klub piłkarski z siedzibą w Sydney (Nowa Południowa Walia), założony w 1964 roku. W latach 1977–1978 uczestniczył w rozgrywkach National Soccer League (NSL). Rozwiązany w 1978 roku.

## Historia
Klub Western Suburbs SC został założony w 1964 roku i przystąpił do stanowych, amatorskich rozgrywek New South Wales Amateur Division B. W 1970 roku wywalczył tytuł mistrzowski w rozgrywkach New South Wales Division 2 (drugi poziom rozgrywek w Nowej Południowej Walii) i uzyskał awans do New South Wales Division 1. Klub występował na pierwszym poziomie rozgrywek w latach 1971 – 1976.
W 1977 roku klub Western Suburbs SC przystąpił do rozgrywek National Soccer League. Western Suburbs SC zainaugurował rozgrywki w NSL w dniu 3 kwietnia 1977 roku, w domowym spotkaniu przeciwko Mooroolbark SC. Spotkanie zakończyło się zwycięstwem Western Suburbs SC w stosunku 5:0. W inauguracyjnym sezonie klub wywalczył 5. miejsce z dorobkiem 29 punktów.
W drugim sezonie w NSL (1978) klub zakończył rozgrywki na 9. miejscu z dorobkiem 24 punktów. Klub Western Suburbs SC uczestniczył tylko w dwóch sezonach NSL. Ostatni swój mecz rozegrał na wyjeździe w dniu 27 sierpnia 1978 roku przeciwko drużynie St. George Saints. Spotkanie zakończyło się porażką klubu Western Suburbs SC w stosunku 1:0.
Po zakończonym sezonie NSL klub Western Suburbs SC połączy się z drużyną APIA Leichhardt Tigers. Następnie zespół APIA Leichhardt Tigers występował w rozgrywkach NSL w latach 1979–1992.

## Sukcesy
- Mistrz  New South Wales Division 2: 1970.